# Maison Franzén
La maison Franzén (finnois : Franzénin talo) est un bâtiment situé à dans le quartier de Pokkinen à Oulu en Finlande.

## Présentation
La maison Franzén est un bâtiment commercial et résidentiel de style empire situé à la lisière sud du parc Franzén, à l'angle de Kajaaninkatu et de Kirkkokatu.
La maison est construite pour le conseiller commercial  Johan Franzén en 1829 sur les fondations d'un bâtiment détruit sept ans plus tôt lors du grand incendie d'Oulu de 1822.
Au XVIIe siècle l'école normale d'Oulu se tenait à cet emplacement.
Le concepteur de la maison n’est pas connu avec certitude, mais on pense que c’est Carl Ludvig Engel.
À la fin du XIXe siècle, la ville d’Oulu projette d'acquérir la maison Franzén et ses terrains adjacents, puis de la transformer en hôtel de ville.
Lors de sa réunion du 21 mars 1877, le conseil municipal d'Oulu approuve le plan de construction proposé par l'architecte Theodor Decker.
Les terrains visés par le conseil municipal appartiennent au consul Ferdinand Siemssen et la ville tente de les acquérir par des voies juridiques.
Le procès durera des années et la ville sera finalement déboutée. Lorsque Siemssen sera enfin prêt à vendre le terrain en 1883, le conseil n'accepta pas l'offre.
Un 1971, une plaque commémorative en l'honneur de Sara Wacklin est fixée au mur de la maison Franzén. L'école de filles, fondée par Sara Wacklin, a fonctionné dans la maison Franzén de 1830 à 1834.
À côté de la plaque remémorant Sara Wacklin se trouve la plaque commémorant le poète Samuel Gustaf Bergh dont la maison était située sur le terrain avant la construction de la maison Franzén.

## Galerie

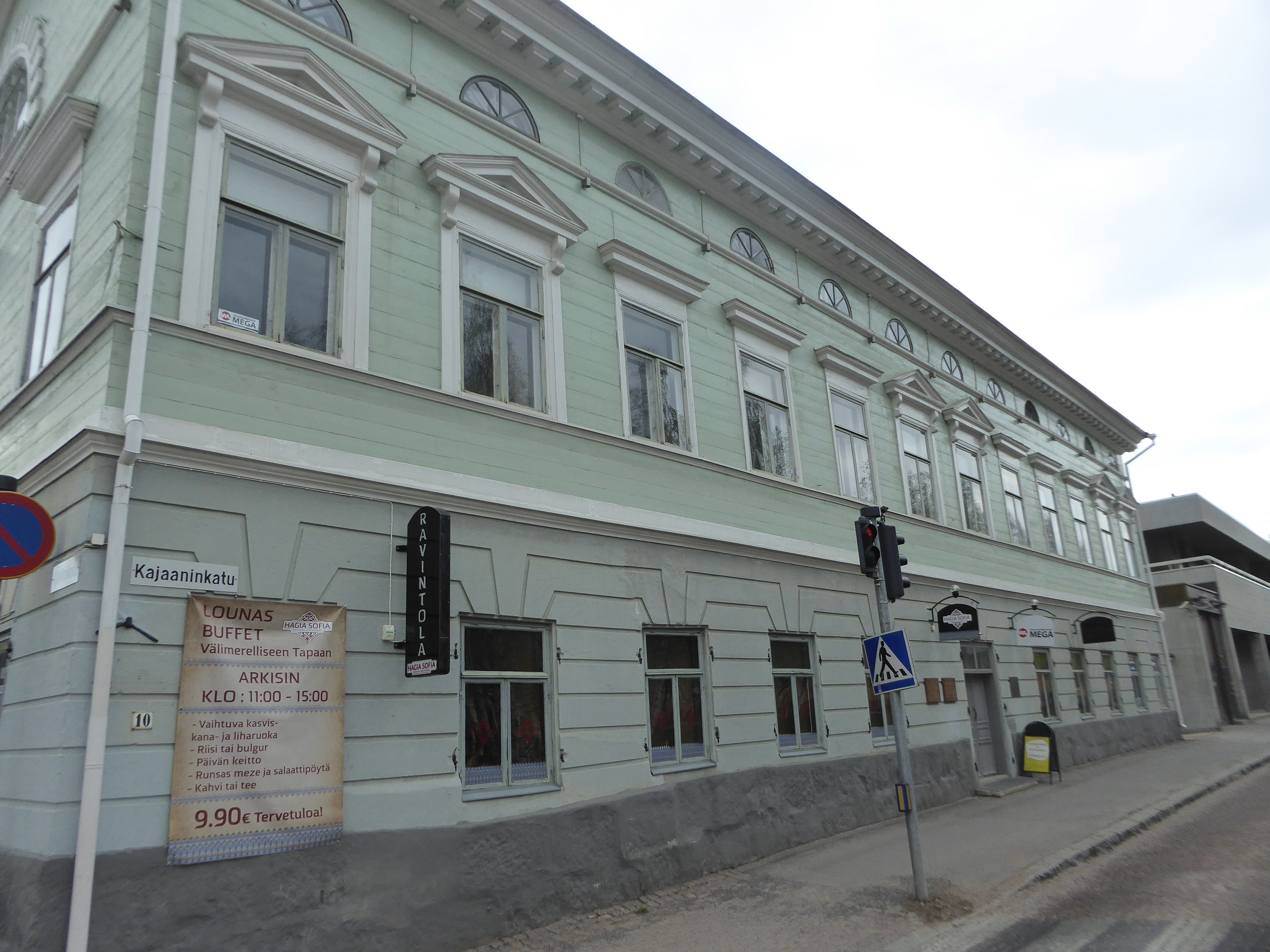
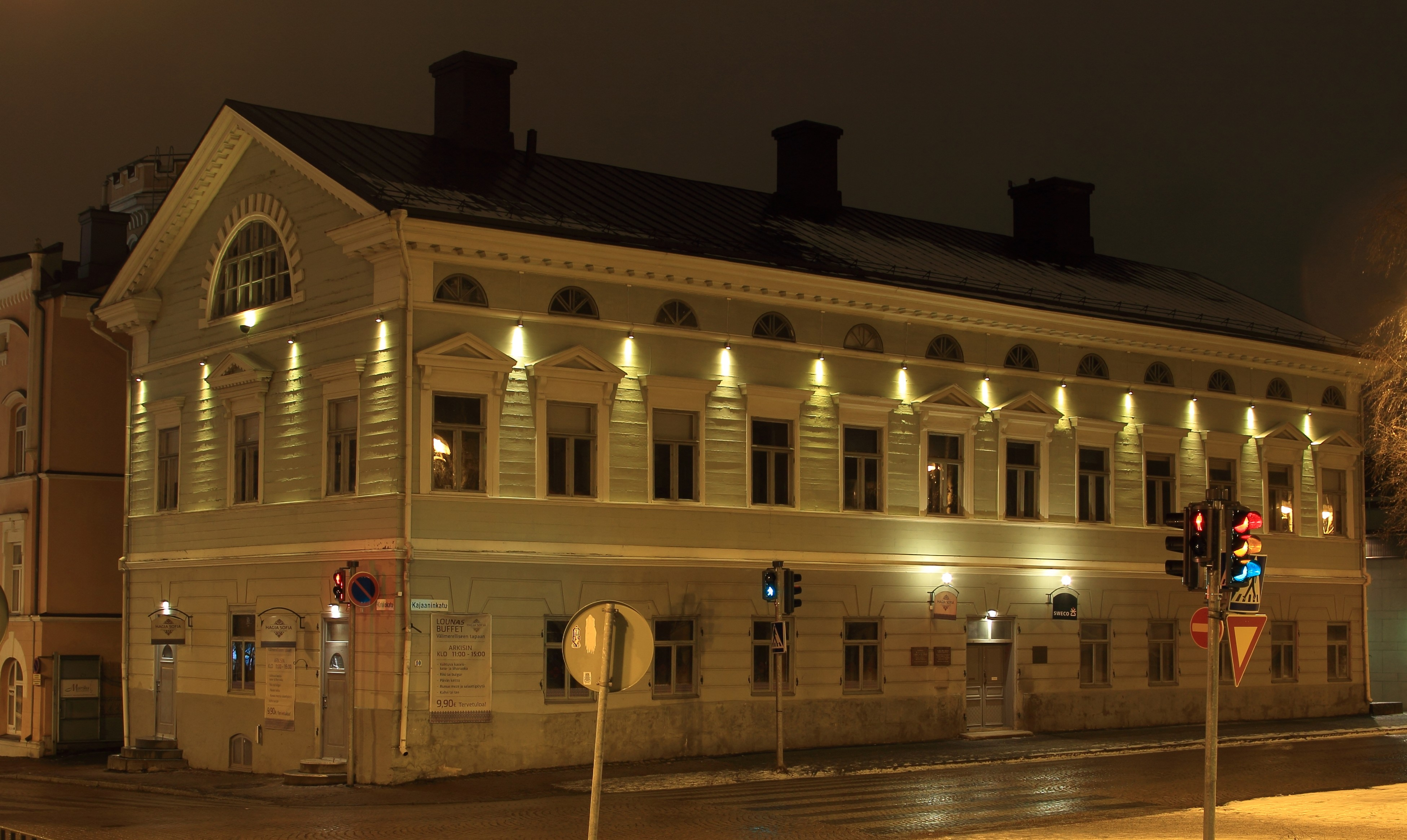
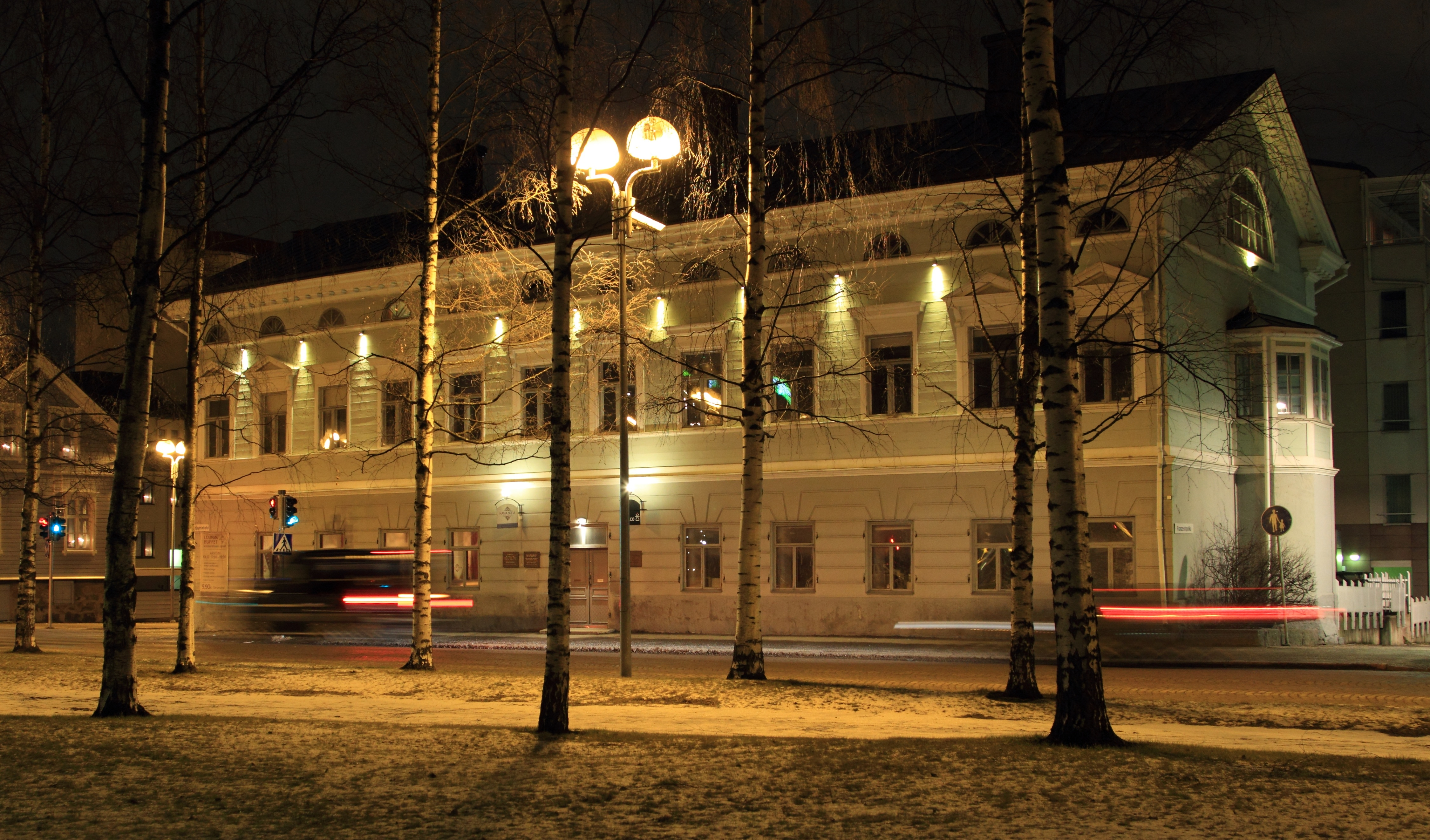

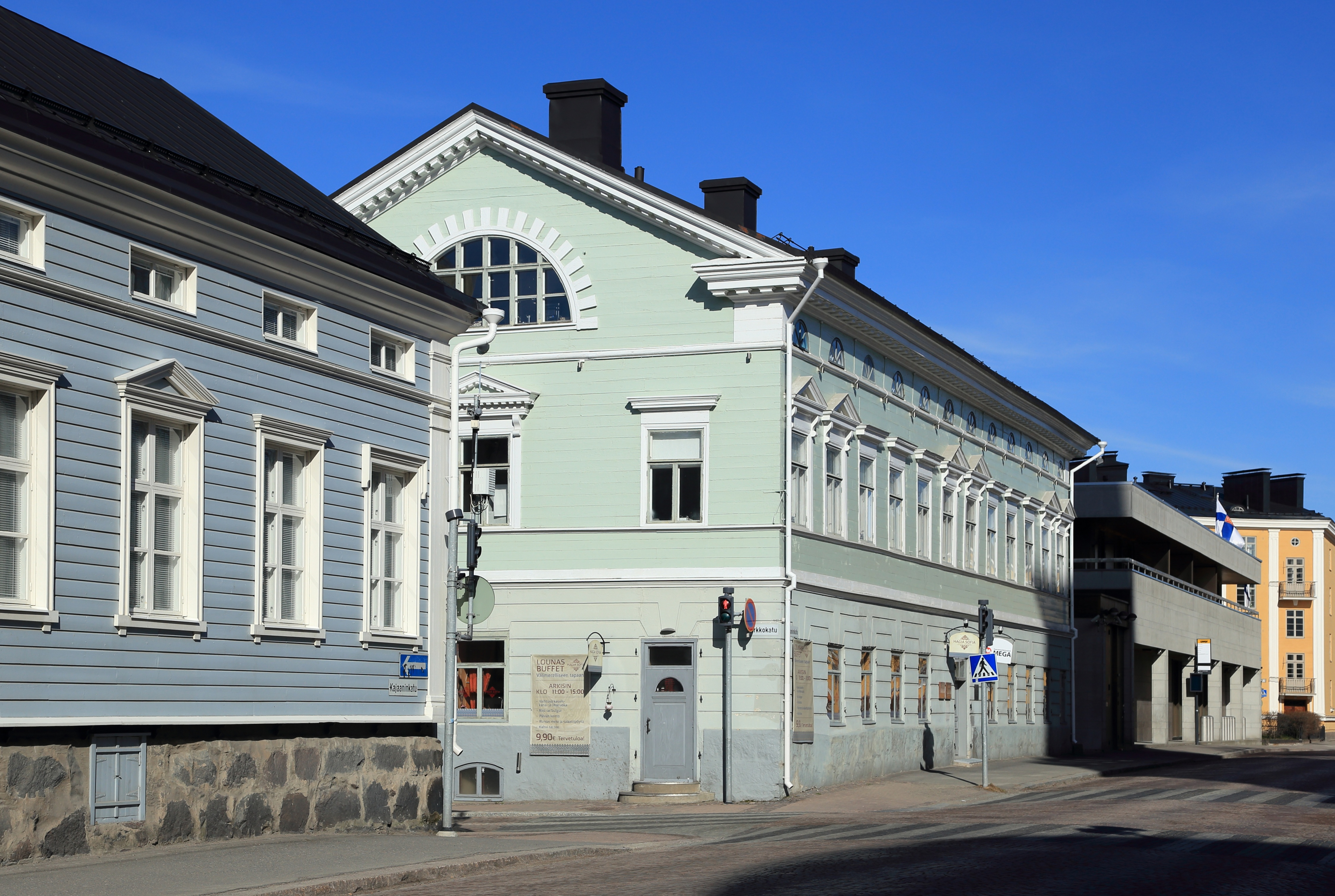
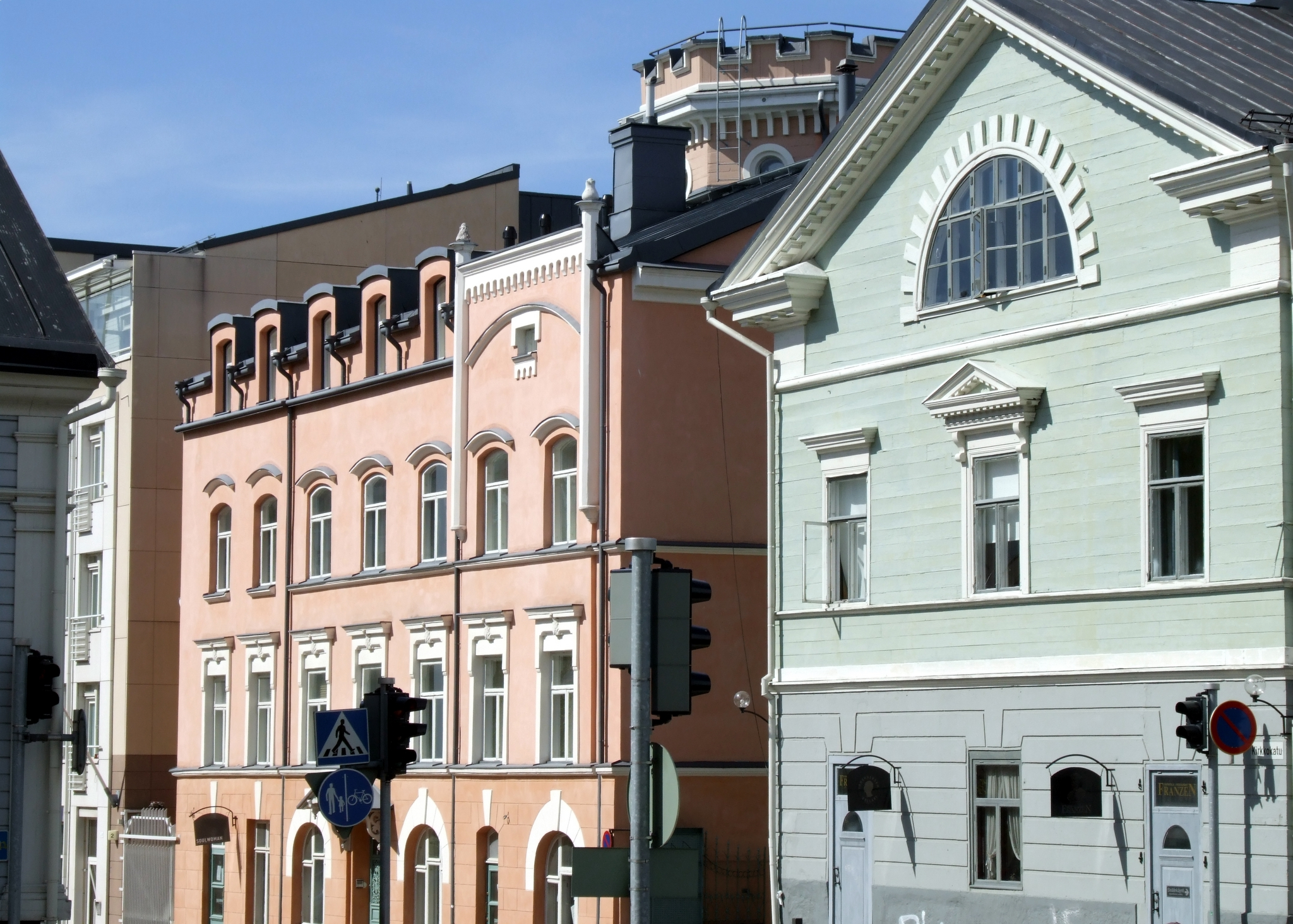
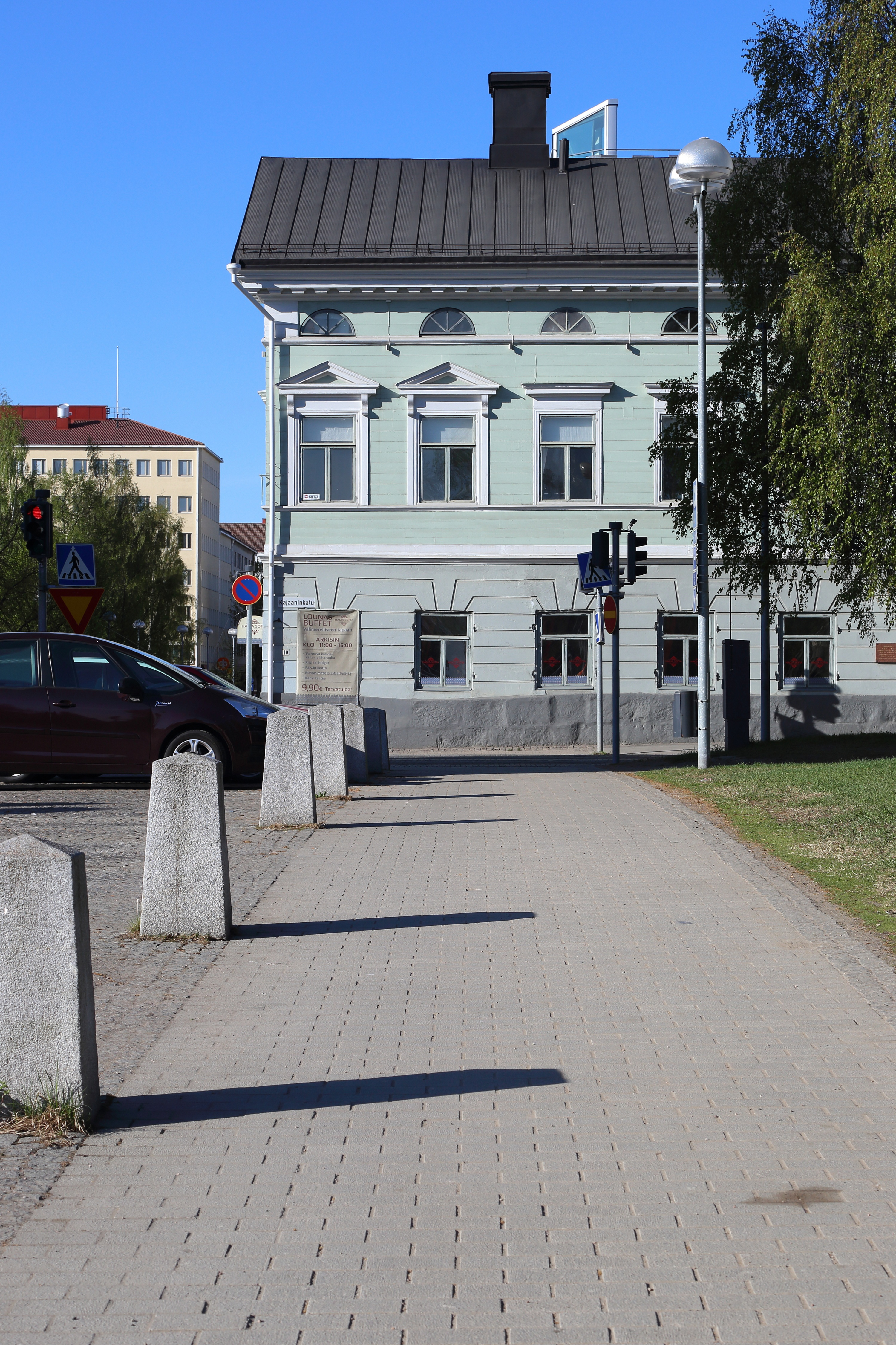